# F. C. S. Schiller

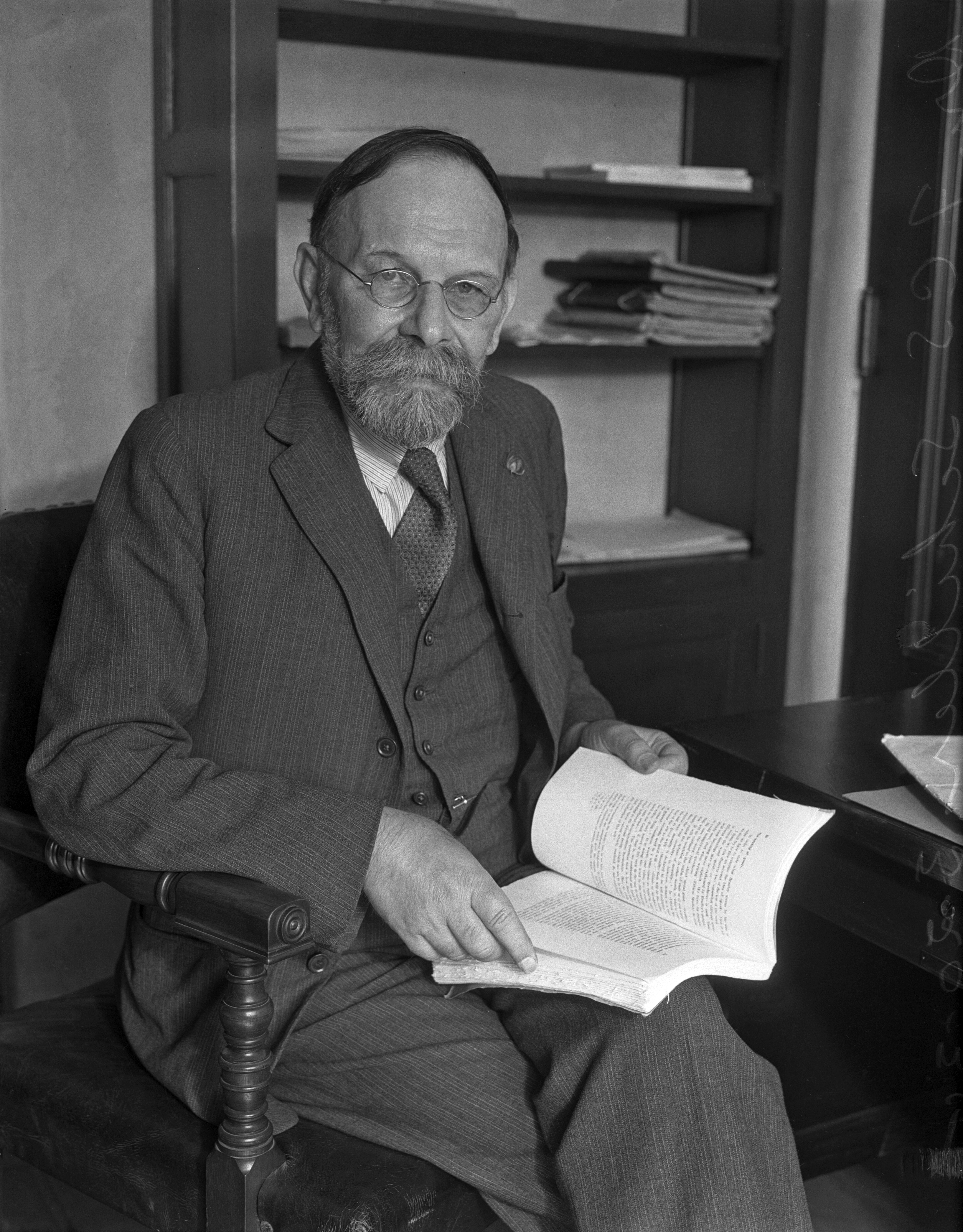
F. C. S. Schiller (1935)

Ferdinand Canning Scott Schiller (* 16. August 1864 in Ottensen bei Altona; † 9. August 1937 in Los Angeles) war ein britischer Philosoph deutscher Herkunft und ein bedeutender Vertreter des Pragmatismus.

## Leben
Schiller wuchs in Rugby auf. Er studierte am Balliol College der University of Oxford und war zugleich als Deutschlehrer am Eton College tätig. Nach dem Erwerb des Master of Arts ging Schiller von 1893 bis 1897 nach Ithaca als Graduate Student und Instructor an die Cornell University. 1897 kehrte er wieder nach Oxford zurück, wo er lange Jahre als Professor lehrte. Ab 1926 war er periodisch Visiting Lecturer an der University of Southern California. Nach seiner Ernennung zum Professor war er ab 1930 ständig in Los Angeles tätig.
Schiller war von 1900 bis 1926 Schatzmeister der Mind Association. Von 1921 bis 1922 fungierte er als Präsident der Aristotelian Society. 1926 wurde er Fellow der British Academy.
Schiller vertrat ähnlich wie William James einen subjektivistischen Pragmatismus, den er später wegen der darin eingebundenen Rechtfertigung des Fortschritts- und Freiheitsgedankens Humanismus nannte. Dabei wendete er sich scharf gegen den britischen Idealismus von Francis Herbert Bradley und später gegen den Logischen Positivismus von Bertrand Russell. Er vertrat die These von der Erschaffung der Wirklichkeit durch den Menschen. Eines seiner Prinzipien lautete „alles Denken ist Tat“. Schiller verband seinen Pragmatismus eng mit der Evolutionstheorie und war eines der Gründungsmitglieder der English Eugenics Society.

## Riddles of the Sphinx
Im Jahr 1891 veröffentlichte Schiller sein erstes Werk Riddles of the Sphinx („Rätsel der Sphinx“) zunächst anonym, weil er in einer naturalistisch dominierten Zeit befürchtete, dass seine metaphysisch spekulative Schrift seine berufliche Entwicklung beeinträchtigen könnte (Riddles, xi). Er kritisierte in diesem Werk den Naturalismus als „pseudometaphysisch“, der einfach die Tatsache ignoriere, dass höhere Prinzipien die Voraussetzung auch für eine naturalistische Weltbeschreibung sind. Daher sind dem Naturalisten keine Aussagen über die „höheren“ Fragen der Welt wie freier Wille, Bewusstsein, Gott, Zwecke oder Universalien möglich. Andererseits wendet er sich allerdings auch gegen den Idealismus als unsinnige Ausartung spekulativer Metaphysik. Dieser sei seinerseits nicht in der Lage, Auskunft zu den „niedrigeren“ Fragen Stellung zu nehmen wie dem Unvollkommenen, dem Wandel oder der Kosmologie. Beide Wege führen zu Skeptizismus und sind daher nicht geeignet, für Wissen und Moral eine sichere Grundlage zu geben.
In Riddles setzte sich Schiller kritisch mit historischen Beispielen abstrakter Metaphysik wie Platon, Zenon und Hegel auseinander. Insbesondere den Hegelianern warf er vor, sich aufgrund von Abstraktionen nicht mit den Tatsachen und der Realität auseinanderzusetzen. Universale Ideale und das Absolute geben keine Unterstützung bei der Bewältigung der unvollkommenen praktischen Welt. Die Wahrheiten Hegels gelten nicht im Hier, sondern in der Ewigkeit und unabhängig von Zeit und Wandel. In der Welt des Imaginären gibt es nicht das moralisch Unvollkommene, das man verstehen und aus dem man lernen muss.

## Konkrete Metaphysik
Als Alternative benötigt der Mensch eine Methode, mit der er sich sowohl in der „höheren“ als auch in der „niederen“ Seite der Welt zurechtfindet, eine Methode, die die Vorzüge beider Alternativen nutzt (Riddles 164/165). Die Metaphysik muss konkret und systematisch sein und die Ergebnisse der Wissenschaften nutzen. Metaphysik muss sich wie in den Zeiten von Aristoteles verstehen als Wissenschaft von den ersten Prinzipien der Wissenschaften. Gegenstand einer solchen Metaphysik sind die Schöpfung der Welt, die Entstehung des Lebens, die Erklärung des Bewusstseins aus dem Unbewussten, Emergenz oder die Teleologie der Evolution (Riddles 205).

## Will to believe
Seine Alternative zum Skeptizismus, deren Grundlegung bereits in Riddle of the Sphinx enthalten war, entwickelte Schiller, nachdem 1897 The Will to Belief von William James erschienen war, in Personal Idealism weiter, worin unter anderem der Aufsatz Axioms as Postulates enthalten ist. Will to Belief ist die Grundlage dafür, dass der Mensch die Kausalität, die Einheit der Natur, die Begriffe von Identität, Widerspruch, das Prinzip vom ausgeschlossenen Dritten, die Begriffe von Raum und Zeit, die Güte Gottes und anderes mehr als Axiome der Logik akzeptiert, die unserem Denken zugrunde liegen. Diese Axiome ergeben sich nicht aus Evidenz, sondern aus Bedürfnissen des Menschen. Ihre Bestätigung finden sie im Erfolg des Handelns. Dieser Erfolg ist als „Beweis“ für die Gültigkeit der Axiome zu postulieren. Denn die Abstraktionen der Metaphysik entstehen aus den Erklärungen der konkreten Lebensumstände. Grundlegende Wahrheiten werden nicht als Selbstzweck formuliert, sondern dienen der Vorhersage der Ereignisse, um eine erfolgreiche Ordnung der eigenen Lebensführung zu ermöglichen (Humanism, 1903, 104).

## Natürliche Grundlagen des Urteilens

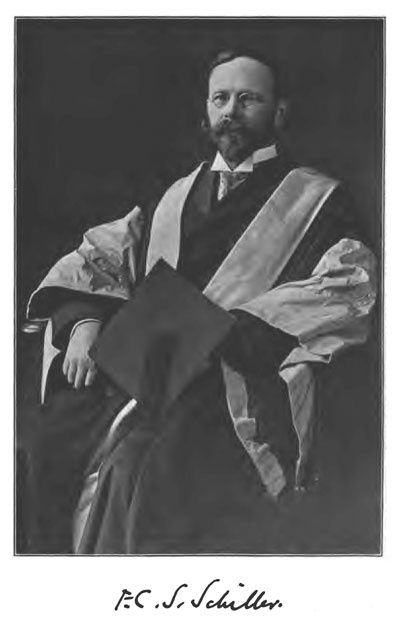
F. C. S. Schiller, Abbildung aus Edwin E. Slossons Six Major Prophets, Boston, 1917

Urteile haben keine Bedeutung oder Wahrheit ohne Berücksichtigung ihrer konkreten Anwendung. Die Untersuchung der formalen Logik ohne Bezug auf konkrete Umstände ist ein Fehler der gleichen Art, wie ihn die abstrakte Metaphysik macht. Symbole sind bedeutungslos, wenn sie nicht in konkreten Situationen angewendet werden. Ihre Funktion ist die von Werkzeugen.
Die Fähigkeit zu urteilen ist ein Ergebnis der Evolution. Es wurde schon gedacht, bevor es Argumente gab, und es gab lange Leben, bevor es Denken gab. Auch im entwickelten Leben ist Urteilen seltener als Denken und Denken seltener als rein zweckdienliches Verhalten. Das meiste Verhalten ergibt sich aus erworbenen Gewohnheiten („habits“), Instinkten und Impulsen. Handlungen wie Reflexion, Begründung, Urteilen sind eine Ausnahme, die sich aufgrund von Störungen ergibt. Sie dienen der Anpassung an ungewohnte Umstände. Die Vorstellung von Philosophen, dass der Mensch jederzeit auf der Grundlage von Gedanken handelt, ist verkehrt (Logic for Use, 1929, 197/198).
Eine Aussage erhält ihre Wahrheit dadurch, dass sie sich für jemanden in Hinblick auf einen bestimmten Zweck bewährt. Damit eine Aussage Bedeutung hat, reicht es nicht, dass ihr eine Erfahrung zugrunde liegt. Notwendig ist, dass ihr Relevanz in Hinblick auf die Ziele einer Person in einer bestimmten Situation zukommt. So hat der Satz „Diamanten sind hart“ nur in einem bestimmten Zusammenhang eine bestimmte Bedeutung. Er kann beim Glasschneiden zum Einsatz kommen, aber auch in Zusammenhang mit einem Spaß oder als Beispiel für einen Satz mit einer bestimmten Anzahl von Wörtern: Es kommt immer auf den Kontext an, in dem der Satz geäußert wird.

## Werke
- Riddles of the Sphinx (1891), 1910 überarbeitete Auflage
- Personal Idealism (1902), Aufsatzsammlung, darin: Axioms as Postulates
- Humanism (1903), 2. Auflage 1912
- Studies in Humanism (1907)
- Plato or Protagoras? (1908)
- Formal Logic (1912)
- Problems of Belief (1924, second edition)
- Logic for Use (1929)
- Our Human Truths (1939), postum

## Sekundärliteratur
- Abel, Reuben: The Pragmatic Humanism of F.C.S. Schiller, New York 1955: King’s Crown Press
- Winetrout, Kenneth: F.C.S. Schiller and the Dimensions of Pragmatism, Columbus 1967: Ohio State Univ. Press
- Porrovecchio, Mark: F.C.S. Schiller and the Dawn of Pragmatism, New York 2011: Lexington Books
- Tamponi, Guido K.: Homo homini summum bonum. Der zweifache Humanismus des F.C.S. Schiller, Frankfurt/M. 2016: Peter Lang